# 4229 Plevitskaya
4229 Plevitskaya (1971 BK) là một tiểu hành tinh vành đai chính được phát hiện ngày 22 tháng 1 năm 1971 bởi L. I. Chernykh ở Nauchnyj.